# Ana Carolina Guaita
Ana Carolina Guaita Barreto es una periodista venezolana para el portal La Patilla. El 20 de agosto de 2024, pocas semanas después de las elecciones presidenciales de Venezuela, siendo la octava trabajadora de la prensa detenida después de los comicios. La Comisión Interamericana de Derechos Humanos (CIDH) emitió medidas cautelares a su favor el 27 de agosto. Fue liberada el 21 de diciembre, después de cuatro meses de reclusión.

## Detención
Ana Guaita es periodista para el portal La Patilla y cubrió las protestas después de las elecciones presidenciales de Venezuela de 2024 en La Guaira, incluyendo el derribo de una estatua de Hugo Chávez en la ciudad. El 20 de agosto del mismo año, pocas semanas después de los comicios, Ana fue detenida y desaparecida en las afueras de su casa en Maiquetía por agentes del Servicio Bolivariano de Inteligencia (SEBIN) en un carro blanco. Para la fecha el Instituto de Prensa y Sociedad (IPYS) había comprobado la detención de once trabajadores de la prensa en el país, ocho de los cuales fueron arrestados después de las elecciones, y la ONG Foro Penal documentó 1503 arrestos desde el 29 de julio, incluyendo a 129 son adolescentes.
El 22 de agosto, el periodista Vladimir Villegas dijo que se encontraba recluida en la sede de la Dirección de Seguridad de la gobernación del estado Vargas. El secretario de seguridad ciudadana de la gobernación, Andrés Goncalves, le ofreció a la madre de Guaita la libertad de su hija a cambio de la suya, diciéndole "Libero a su hija si usted se entrega". Después de la denuncia, se volvió a desconocer el paradero de Ana. Su hermano grabó y difundió un video declarando que la familia no conocía su sitio de reclusión, los motivos de su detención, o el ente judicial que emitió su orden de aprehensión.El Sindicato Nacional de Trabajadores de la Prensa (SNTP) condenó la detención y exigió su liberación. El director de La Patilla, Alberto Ravell, también denunció el encarcelamiento.
El 27 de agosto, la Comisión Interamericana de Derechos Humanos (CIDH) emitió medidas cautelares a favor de la periodista mediante la Resolución 58/2024, incluyendo confirmar si se encontraba bajo custodia del Estado, informar sobre el motivo de la detención, y tomar las medidas necesarias para proteger su vida e integridad. La CIDH adoptó la resolución al considerar que "se encuentra en una situación de gravedad y urgencia de riesgo de daño irreparable a sus derechos en Venezuela". Fue excarcelada el 21 de diciembre de 2024.

## Vida personal
El padre de Ana Guaita, Carlos Guaita, es secretario general del partido opositor COPEI en el estado Vargas, y su madre, Xiomara Barreto, es activista social, además de ser dirigente del partido. Ambos padres formaron parte de la campaña electoral del candidato presidencial Edmundo González en 2024.